# IC 1821
IC 1821 ist ein interagierendes Galaxienpaar im Sternbild Widder nördlich der Ekliptik.
Das Objekt wurde am 1. August 1895 von Stéphane Javelle entdeckt.